# Metal Mania (Espagne)
Pour les articles homonymes, voir Metalmania.
Metal Mania est un festival en plein-air de metal qui a eu lieu en Espagne en 2003 et en 2004, respectivement à Villarrobledo et à Valence. Il a été remplacé par le Metalway Festival à partir de 2005.

## Programmation

### 2003
Le 11, 12 et 13 juillet à Villarrobledo :
Iron Maiden, Saxon, Blind Guardian, Slayer, Motörhead, Sepultura, Stratovarius, Dio, Kreator, Hammerfall, Primal Fear, Nightwish, Exodus, Immortal, Masterplan, Apocalyptica, Overkill, Rebellion, Dark Tranquillity.

### 2004
Le 25 juin à Valence sur la Plaza de Toros :
Judas Priest, Pretty Maids, U.D.O., Cradle Of Filth, In Flames, Helloween.